# Distretto di Goroka
Il distretto di Goroka, in inglese Goroka District, è un distretto della Papua Nuova Guinea appartenente alla provincia degli Altopiani Orientali. Ha una superficie di 296 km² e 18.000 abitanti (stima nel 2000)

## Geografia antropica

### Suddivisioni amministrative
Il distretto è suddiviso in due Aree di Governo Locale:
- Goroka Rural
- Goroka Urban